# Imperi Mongol
|  | No s'ha de confondre amb Imperi Mogol. |

L'Imperi Mongol, fundat per Genguis Kan al segle xiii, va ser l'imperi contigu més extens, és a dir, el que més superfície seguida ha controlat al llarg de la història. Gairebé la meitat de la població mundial de l'època estava sota el domini mongol. Contenia els països des de la Mediterrània fins al Pacífic, des d'Europa central fins al sud-est asiàtic. Pel nord, manava sobre totes les terres habitades excepte racons de Sibèria i al sud només l'Índia quedava fora del seu abast. L'actual Mongòlia ocupa una part molt petita de l'imperi.
Els mongols, originaris de les vores del riu Kerulen, a tocar del llac Baikal, es van convertir en un estat poderós quan Genguis Kan va aconseguir unificar les tribus i organitzar l'exèrcit mongol en unitats basades en el sistema decimal capaces d'integrar no sols els mongols sinó també els pobles vençuts. La ferocitat amb què els mongols destruïen els qui se'ls resistien –especialment a les ciutats– va contribuir també a la rapidesa del seu avanç. La divisió de l'imperi entre els seus fills va donar un nou impuls a les conquestes, tot obrint la porta, però, a les lluites internes. De tots els kanats, el més estable va ser el de la Xina, que amb Khublai Khan va fundar la dinastia Yuan.

## Història

### Els mongols abans de Genguis Kan
Els pobles mongols pertanyen a l'ampli grup de pobles mongoloides, del qual també formen part xinesos, japonesos, coreans, thais, etc. El seu medi geogràfic va configurar una forma de vida nòmada, basada en el pasturatge de cabres, ovelles i cavalls, molt similar a la d'altres pobles esteparis, com els turcs i els manxú-tungús, amb qui també comparteixen una filiació lingüística (llengües uraloaltaiques). Sembla que el seu hàbitat originari se situava a les planes al sud-est del llac Baikal, encara que alguns grups se'n van estendre al nord, a la taigà siberiana, on vivien de la cacera. La seva forma de vida va motivar l'extremada senzillesa de les societats mongols. Agrupats en tribus, vivien en tendes que transportaven en els seus desplaçaments a la recerca de noves pastures; no practicaven l'agricultura ni tenien ciutats o assentaments permanents. El xamanisme i la veneració dels fenòmens naturals constituïen les seves principals pràctiques religioses.
Aquestes circumstàncies van motivar que els mongols rarament fundessin estats, encara que s'hi van donar algunes excepcions. Com altres pobles nòmades, els mongols eren excel·lents arquers i genets. Convertits en una força guerrera, la seva extremada mobilitat i velocitat els feia una seriosa amenaça per a qualsevol exèrcit. Gràcies a això, van aconseguir fundar efímers estats en diverses èpoques, com el Regne de Yen (segle iv), l'Imperi juan-juan (segles v i vi) o el dels khitan (segles x i xi) al nord de la Xina, o el dels kara-kitai (segles xi i xii) a l'Àsia central. A causa de la inestabilitat interna i de la pressió d'altres nòmades, freqüentment atiats per l'Imperi xinès, aquests estats solien desaparèixer ràpidament, i les tribus mongols tornaven a la seva existència errant.

### L'expansió mongola de Genguis Kan

Dibuix de Genguis Kan

Des de feia quinze segles, l'Àsia central, poblada de nòmades, era el nucli pertorbador de les civilitzacions sedentàries de la massa euroasiàtica, i principalment de la Xina, que havia edificat la Gran Muralla per tallar-los el pas. La irrupció mongol va ser la més important d'aquestes incursions i les seves conseqüències van ser molt significatives. La pujada al poder de Temüjin, que pren el nom de Genguis Kan, que significa 'sobirà universal', quan funda l'Imperi Mongol, és especialment àrdua. Necessita llargs anys per a aconseguir la unitat dels mongols, una de les confederacions tribals que es repartien les estepes de la Mongòlia. Elegit kan el 1196 (hauria nascut cap a 1155-1162), necessità encara deu anys per a unificar altres tribus turques o turco-mongoles: tàtars, keraits, kirguisos, naimans o merkites. Després de la derrota a la batalla de les Sorres de Qalaqaldjit Va passar al Baljuna l'estiu del 1203, on va convocar tots els possibles aliats i va jurar lleialtat als seus fidels seguidors en el Pacte de Baljuna, que posteriorment els va atorgar un gran prestigi.
Proclamat kan suprem el 1206 per l'assemblea (queriltay) general dels caps mongols, imposa el Yasa, codi estricte a què tots s'han de sotmetre sota pena de mort, garantint amb això una disciplina a què els nòmades no estaven acostumats. Sotmet encara altres tribus veïnes i s'assegura d'aquesta manera el domini gairebé total de l'Àsia central, on cap força potencial ja no el pot inquietar. La seva tàctica militar, que aprofitava les adversitats del clima, la disciplina i el terror, va aconseguir sotmetre ben aviat la major part de la zona, incloent-hi els territoris de l'Imperi Persa.

Conquestes de Genguis Kan

El 1211, va iniciar una agressiva política expansionista que el va portar a enfrontar-se amb la Xina, dominada pels tanguts i pels tungús. Envaeix el nord de la Xina, objectiu cobejat des de feia molt per les tribus nòmades, i venç els exèrcits de la dinastia Jin a la batalla de Yehuling ocupant Datong, la capital occidental al nord del Shanxi. El 1215 pren Pequín, encara que la conquesta total de la Xina no s'acabaria fins al 1234.
Genguis Kan ha de tornar el 1218 per lluitar contra els karakitai, poble mongol establert al sud del llac Baikal, del qual havia sigut derrotat el darrer seljúcida a Samarcanda (1141) i que fundaren un imperi que fou anorreat per Genguis Kan. Després lluità contra el poderós estat musulmà de Coràsmia. Després de durs combats, estén el seu domini entre 1219 i 1224 sobre tota l'Àsia central i s'annexiona, en el marc del Yasa, les tribus que volen participar en les seves conquestes. A l'oest, dos dels seus fills s'enfrontaren amb el xa de Coràsmia, a qui arrabassà Bukharà (1219) i Samarcanda (1220), mentre que les seves tropes arribaven a l'Azerbaidjan i a la Rússia meridional. El 1221 passà l'Oxus i entrà a Balkh; saquejà també Ghazni, Herat i Merv.
D'ara endavant serà l'amo d'un imperi que s'estén des del Pacífic fins a la mar Càspia, amb importants ciutats a tall de punts avançats: al sud-oest, les ciutats persòfones de Nixapur, Herat, Kabul i Gazna, no lluny de l'Indo; a la Xina, la barrera del riu Huang Ho.
L'exèrcit de Genguis Kan, després del seu pas per la Xina, torna a Mongòlia el 1225. Genguis Kan mor el 1227, i l'imperi va quedar en mans dels seus successors, que van iniciar la conquesta de la part sud de Rússia. Van enfrontar-se després als àrabs, expandint-se cap a Palestina i Egipte.

### Seglexiii
Jotxi, que morí el mateix 1227, rebé els territoris de la confederació kiptxak i la Sibèria occidental, que passaren al seu fill Batu, el kanat del qual, conegut com l'horda d'Or, fou islamitzat a mitjan segle xiii i es mantingué fins al 1335. Txagatai rebé el kanat de Karakitai i el Turquestan oriental. Ogodei rebé Karakoram i fou elegit kagan dels mongols (1229-1241), però els seus descendents perderen aviat l'hegemonia, i el títol passà a la branca de Tului. També van rebre territoris els dos germans de Genguis Kan: Qassar les terres de l'Argun i el riu Khailar; i Temugé Otchigin, a l'extrem oriental de Mongòlia, prop de l'antic país djurchat (moderna província de Girin).
Ogodei va ser el successor de Genguis Kan després de la Queriltay de 1229. El kagan, amb seu a Karakorum (al sud del llac Baikal), llançà les seves tropes en diverses direccions: en 1231 va conquerir l'Iran occidental, en 1234 el nord de la Xina derrotant a la dinastia Jin, va conquerir Corea en 1236, va tenir lloc la Invasió mongola de Rússia entre 1236 i 1240, va establir els protectorats sobre Geòrgia en 1236 i Armènia en 1239, i el regne dels búlgars del Volga quedà destruït en 1237.

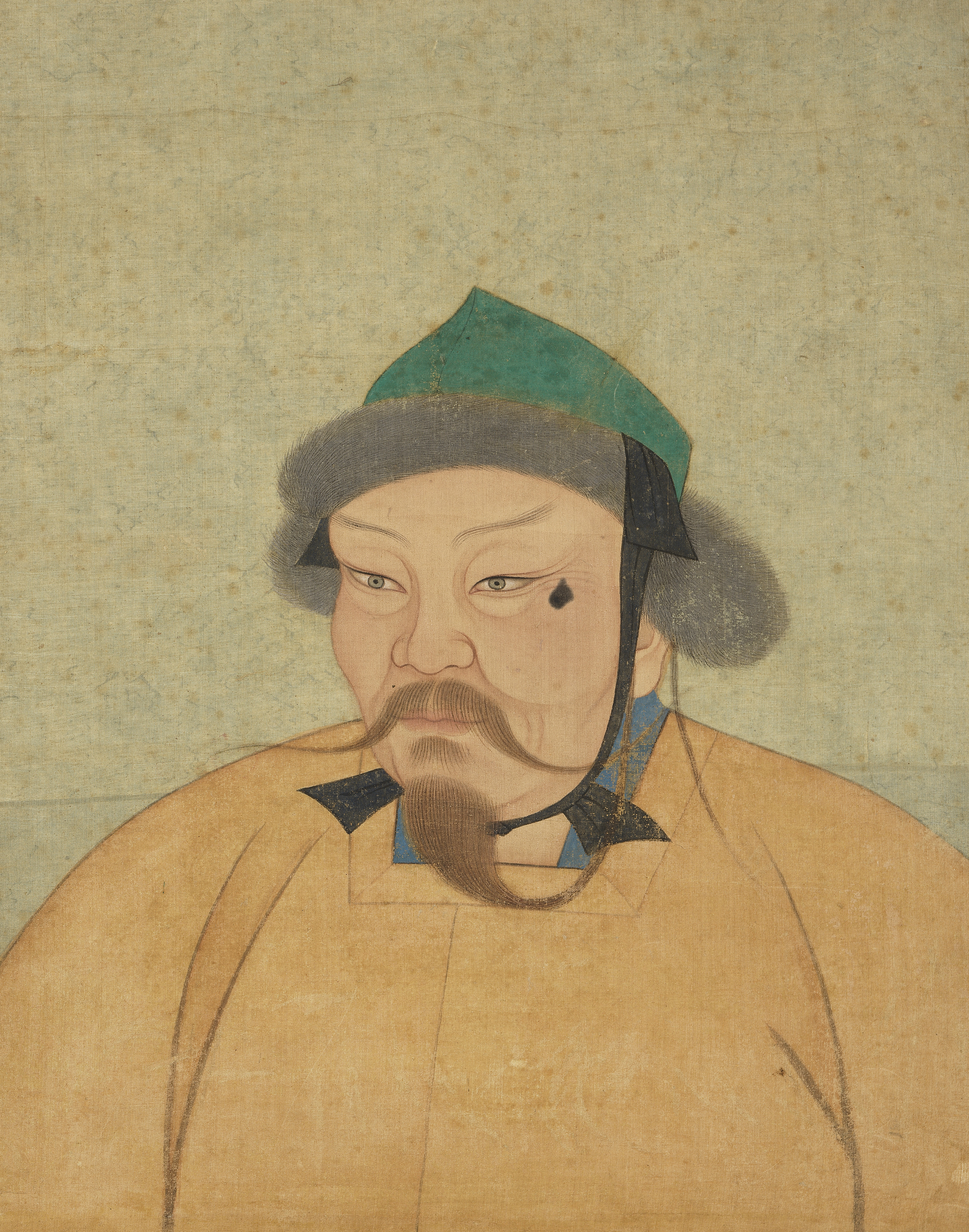
Retrat d'Ogodei del

Finalment, Batu du a terme una incursió a través de tot Polònia i Hongria, i no s'atura fins després d'haver arribat a les marques germàniques a Silèsia després de la batalla de Legnica, per culpa d'haver rebut la notícia de la mort d'Ogodei. Els caps mongols tornen tots a l'Àsia central per elegir el seu successor. Jean du Plan Carpin, un franciscà enviat pel papa, veu l'entronització de Guyuk (1246). Mentrestant, el Soldanat de Rum d'Àsia Menor queda aniquilat el 1243, amb la batalla de Köse Dağ, la qual cosa potser va afavorir el creixent poder ulterior dels otomans.
Quan Ogodei va morir, va esclatar una lluita de poder, amb el lideratge passant a Guyuk, fill d'Ogodei el 1246, però Guyuk va morir només dos anys després, el 1248, quan es preparava per combatre Batu Kan de la línia Jotxida. La regència va passar a la seva vídua Oghul Qaïmich que volia fer atribuir el tron a un dels prínceps de la línia d'Ogodei, Chiramon (nebot de Guyuk) o encara millor al fill que ella havia tingut amb Guyuk, de nom Qutcha. Però el deganat de la casa genguiskànida el tenia Batu Kan, que volia excloure a la branca d'Ogodei, i es va aliar amb la vídua de Tului, Sorgaqtani per donar el poder als fills de Tolui, germà d'Ogodei. El primer dels fills de Tolui a ser kagan va ser Möngke l'1 de juliol de 1251,. Sota el seu regnat, l'esforç es dirigeix cap a l'Orient Pròxim.
Hülegü el 1256 va iniciar les invasions contra els ismaïlites, capturant Alamut, que va ser arrasada fins als fonaments, i el Califat Abbàssida, saquejant Bagdad el febrer de 1258. A la mort de Mongke el 1259 Hülegü va tornar a la capital i com a potencial kagan es va endur la majoria del seu exèrcit deixant entre 10.000 i 20.000 homes amb el seu millor general, el turc nestorià, Kitbuqa Noyan, que aliat amb Hethum I d'Armènia i Bohemon IV d'Antioquia va conquerir l'Emirat aiúbida d'Alep el gener del 1260, i An-Nàssir Yússuf ibn al-Aziz va abandonar Damasc i marxar al sud cap a Gaza on va intantar una aliança o quasi una submissió amb els mamelucs. Hama, Baalbek i Damasc foren ocupades pels mongols tot seguit. An-Nàssir Yússuf es va rendir a les forces d'Hulagu manadfes per Kitbuga (o Kitbuka) i va quedar presoner a Maragha.
El soldà mameluc Qútuz, llançant-se a l'ofensiva, aconseguí derrotar el setembre de 1260 un contingent mongol reduït que es trobava a Síria a la batalla d'Ayn Jalut, i tot Síria, inclosa Alep, va caure en mans mameluques.
Furiós per la derrota d'Ain Jalut, Hülegü va enviar un altre exèrcit sota Baidar, un dels generals de Kitbuqa i supervivent d'Ain Jalut, i després de rebre la submissió d'Harran i Edessa va creuar l'Eufrates, va saquejar Manbij i recolzat per les forces de Bohemond VI d'Antioquia i Hethum I d'Armènia va conquerir Alep, acabant amb la presència aiúbida a Síria. El novembre de 1260, les forces mongoles van aconseguir recuperar Alep. Alertat d'això, el governant aiúbida d'Homs, Al-Ashraf Musa aliar-se amb l'emir de Hama, Al-Mansur, i els emirs mamelucs d'Alep i derrotant Baidar a la batalla d'Homs el desembre, i els mongols van retirar-se a l'altra riba de l'Eufrates.
Mongke va optar pel budisme com a religió preferent i va concedir al seu germà Khublai el control dels territoris en poder dels mongols a la Xina.
Abans d'atacar als Song de front Khublai els va rodejar i va sortir de Shensi l'octubre del 1252, va travessar el Sichuan i va entrar a Yunnan, conquerint el Regne de Dali a Nan Chao, i després el general Uriyangqatai va atacar els tibetans, als quals va forçar a reconèixer el vassallatge mongol.

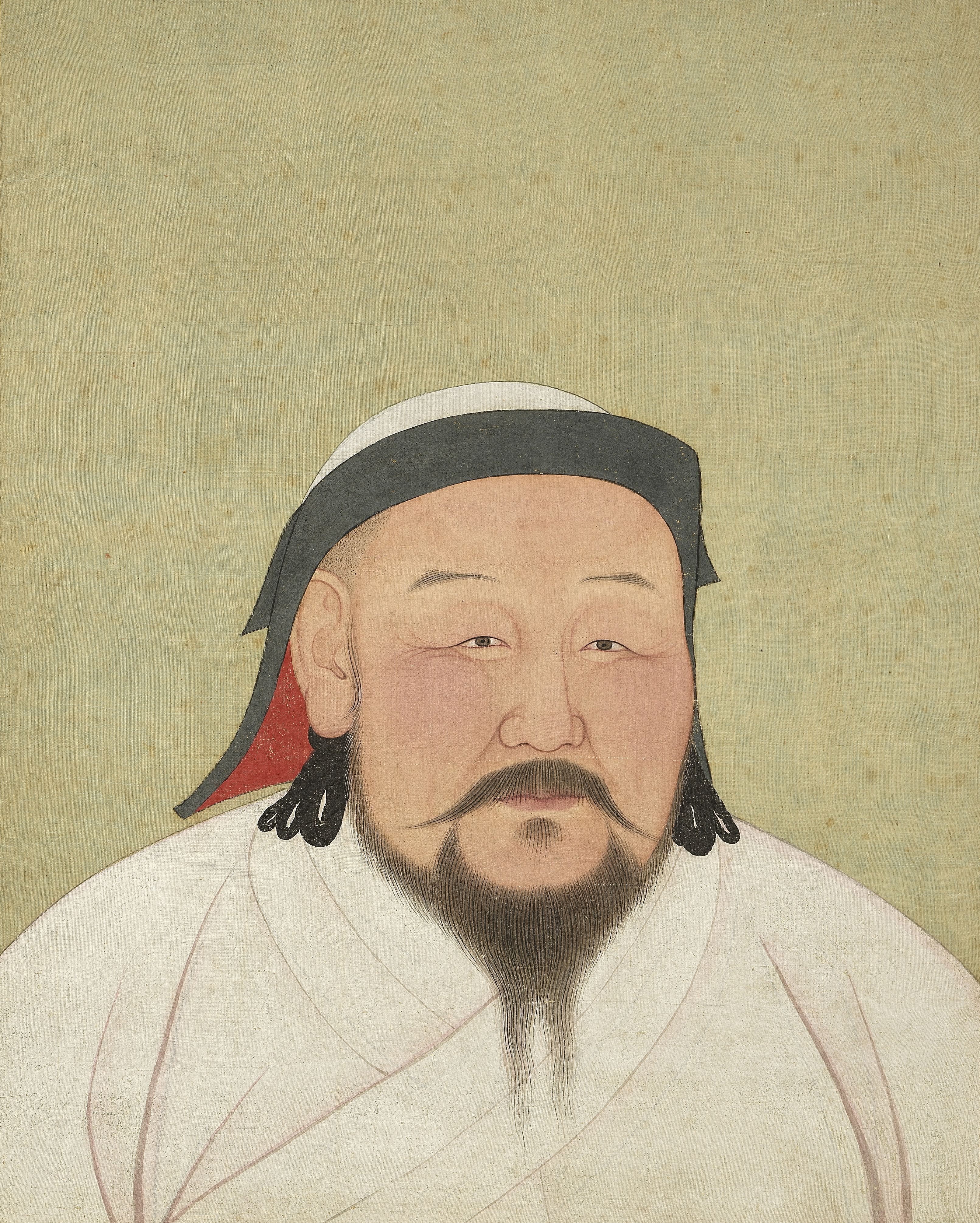
Retrat de Khublai de l'àlbum de l'emperador Yuan

La mort d'Ogodai havia salvat Europa i la de Mongke salva el Pròxim Orient mediterrani, d'on es retira Hülegü, germà de Mongke. Després de la mort de Mongke, Khublai, el seu germà, l'interès del qual està posat sobretot a la Xina, trasllada la capital de Karakorum a Pequín (1264).
Khublai va saber de la mort del kagan al riu Huai a la Xina pròpiament dita però en lloc de tornar a la capital, va continuar el seu avanç cap a Wuchang, prop del riu Yangtze i el seu germà petit Arig Boke va aprofitar l'absència dels seus germans i va utilitzar la seva posició a la capital per guanyar-se el títol de kagan, amb representants de totes les branques familiars proclamant-lo com a líder al kurultai de Karakorum. Les morts sospitoses dels prínceps Jochides al servei d'Hülegü, la distribució desigual dels botins de guerra i les massacres d'Hülegü contra els musulmans van augmentar la ira de Berke, que va considerar donar suport a una rebel·lió al Regne de Geòrgia contra el govern d'Hülegü el 1259 i 1260. Börke, de l'Horda d'Or també va forjar una aliança amb els mamelucs egipcis contra Hülegü, i va donar suport al reclamant rival de Kublai, Ariq Böke. Arig Boke va nomenar Alghu com a kan de Txagatai i el va enviar a Bishbalik, deposant Mubarak Xah al Kanat de Txagatai A partir de 1260, la unitat dels mongols trontolla i condueix a conflictes sense fi que acaben amb la fragmentació de l'Imperi Mongol.

### Fragmentació de l'Imperi Mongol

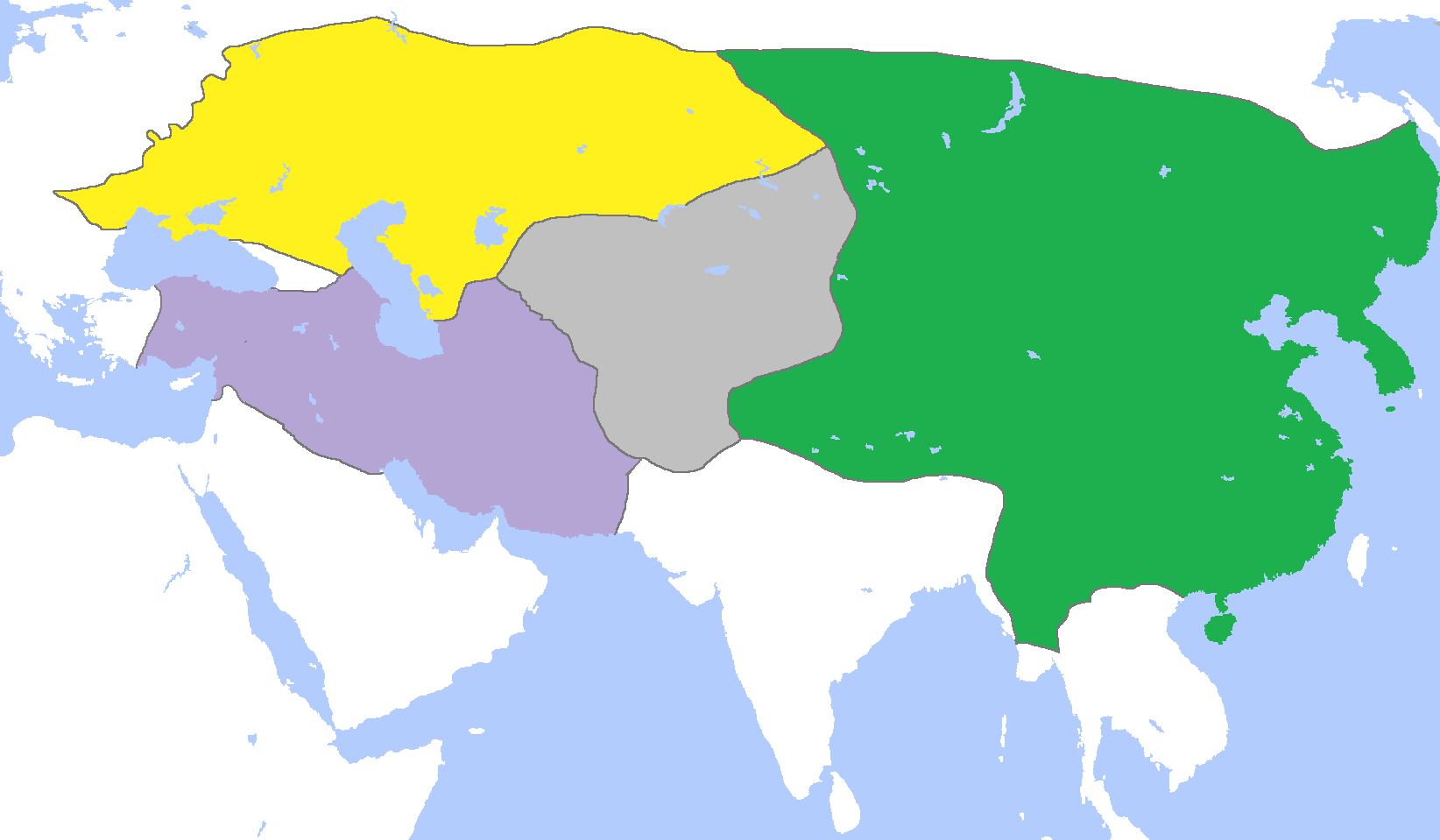
La divisió de l'Imperi Mongol, c. 1300, mostrant els kanats de l'Horda d'Or (groc), el kanat de Txagatai (gris), la dinastia Yuan (verd) i l'Ilkanat (morat)

Després que la successió de Möngke es va establir i el seu germà Kublai Khan es va coronar com a Gran Khan, la Guerra Civil Toluida, juntament amb la guerra Berke-Hulagu i la posterior guerra Kaidu-Kublai, van debilitar molt l'autoritat del gran khan sobre la totalitat de l'Imperi mongol, i l'imperi es va fracturar en quatre khanats: l'Horda d'Or a l'Europa de l'Est, el kanat de Txagatai a l'Àsia Central, l'Ilkhanat a l'Iran i la dinastia Yuan a la Xina amb seu a Cambaluc, l'actual Beijing, encara que els emperadors Yuan tenien el títol nominal de gran kan de l'imperi.
Hülegü va tornar a les seves terres el 1262. Quan va reunir els seus exèrcits per atacar els mamelucs i venjar la derrota de la batalla d'Ain Jalut, en canvi, es va veure arrossegat a una guerra civil amb Börke, el germà de Batu Kan, un musulmà convers i net de Genguis Kan, havia promès la seva ràbia després del saqueig de Bagdad per Hülegü i es va aliar amb els mamelucs. Nogai Noyan, cosí de l'executat Kutar, fou nomenat per dirigir l'exèrcit de l'Horda d'Or format per 30.000 homes, derrotant Hülegü a la batalla del riu Terek el 13 de gener de 1263 i Hulagu es va retirar a l'Azerbaidjan perdent part del seu exèrcit en la retirada quan el glaç del riu Terek es va trencar en passar els cavalls. Abaka fou perseguit per Berke i Nogai fins a Derbent, però el kan de l'Horda d'Or no va passar d'aquí.
Khublai aconseguí conquerir la Dinastia Song, reunificant la Xina. Des d'allí llença expedicions de conquesta contra Japó, Vietnam, Birmània i Java que, malgrat el seu fracàs, mostren la continuïtat dels mongols amb la tradició comercial marítima dels Song. Amb una forta participació d'estrangers en el govern i una preeminència en matèria de religió atorgada al lamaisme, el règim de Khublai, malgrat el marcat descens demogràfic ocasionat per les conquestes, fa tot el possible per mantenir el ritme econòmic de la Xina dels Song. Khublai va haver de fer front a contínues revoltes mongoles i va morir el 1294. La dinastia mongol dels Yuan regna a la Xina des de 1260 fins a 1368, però sinitzada i convertida al budisme, fenomen clàssic d'absorció per la cultura més elaborada.
A la mort de Khublai, les disputes internes van afeblir la dinastia i les inundacions del riu Groc van propiciar un seguit de rebel·lions que van portar a la ruïna dels mongols. Les conquestes dels mongols, que van causar un immens desplaçament de gent, van difondre la pesta i van produir un coneixement mutu entre Europa i Xina com mai no hi havia hagut: d'aquí sortiran els grans atles del segle xiv, com l'atles català de Cresques de 1375.
Kublai va nomenar originalment el seu fill gran, Zhenjin, com a príncep hereu, però va morir abans que Kublai el 1285. Així, el tercer fill de Zhenjin, amb el suport de la seva mare Kökejin i el ministre Bayan, va succeir al tron i va governar com a Temür Khan, o emperador Chengzong, del 1294 al 1307. Temür Khan va decidir mantenir i continuar gran part de la feina iniciada pel seu avi. També va fer la pau amb els khanats mongols occidentals, així com amb països veïns com Đại Việt, que va reconèixer la seva sobirania nominal i va retre homenatges durant unes dècades. Tanmateix, la corrupció a la dinastia Yuan va començar durant el regnat de Temür Khan.
L'horda d'Or es disgrega en kanats rivals: Crimea, Astracan, Bukharà, Khivà i Kokand.

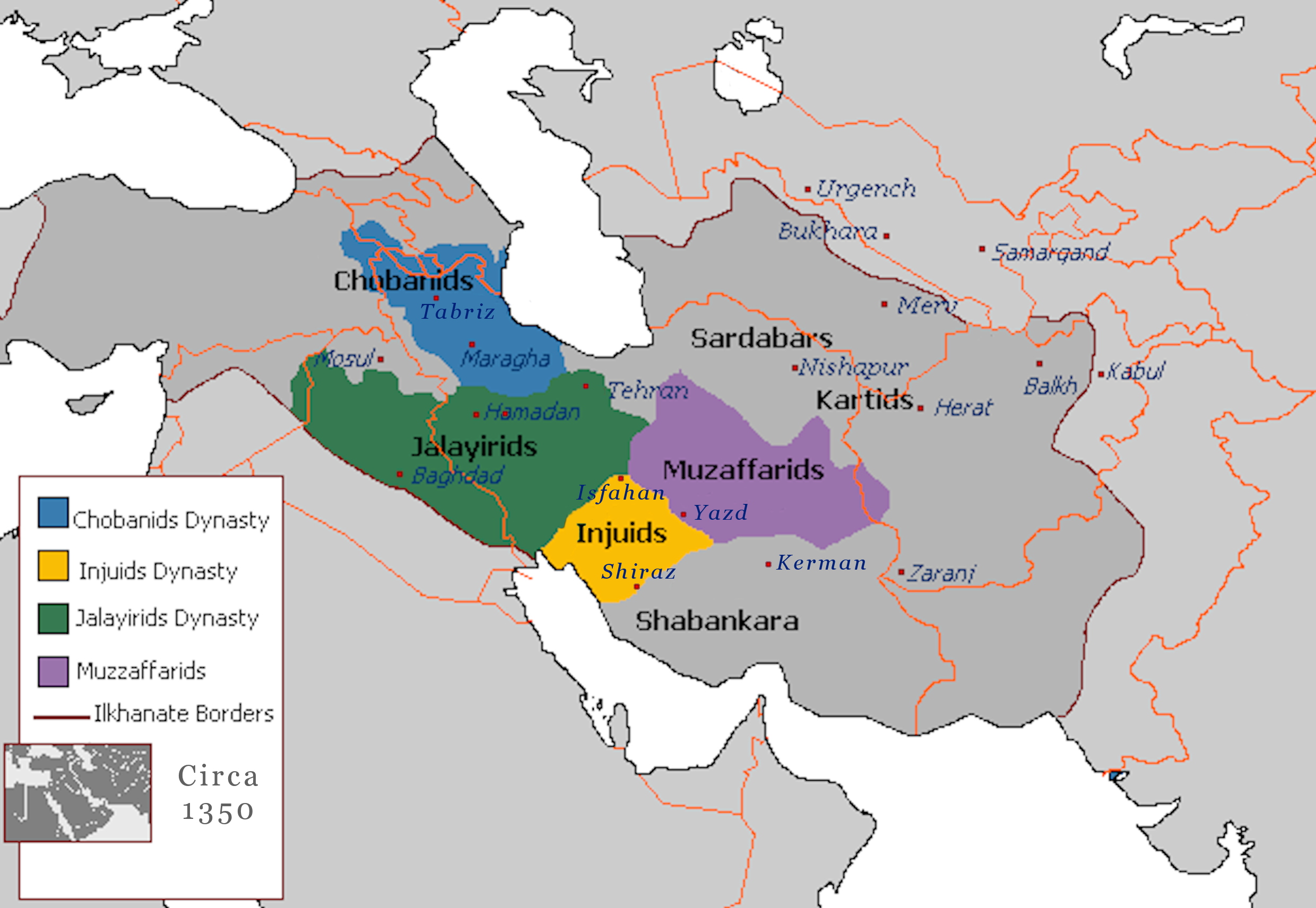
Fragmentació de l'ilkanat a la mort d'Abu Said Bahadur Khan

A l'Iran, els ilkan, islamitzats, dominen el país fins al 1335, quan a la mort d'Abu Said Bahadur Khan sense descendència es va iniciar un període de deu anys de lluites per la successió entre pretendents que va disgregar l'ilkanat entre cobànides, jalayírides, muzaffàrides, indjúides, sarbadàrides i kàrtides.
El kanat txagatai, islamitzat i turquesat, domina al Turquestan, i és d'on sortirà Tamerlà el 1370.
La Pax Mongolica, que dura segle i mig, dona lloc a una circulació segura des d'un extrem a l'altre de l'imperi, com testifica el viatger musulmà Ibn Battuta. S'estimulen els intercanvis. Els cristians reprenen els contactes diplomàtics per intentar (en va) entaular amb els mongols una aliança contra els musulmans. En el pla militar, Genguis Kan i els seus successors van portar fins a la màxima perfecció, gràcies a una disciplina d'acer, les tècniques nòmades d'arquers a cavall la mobilitat dels quals no va ser superada fins a la utilització del ferrocarril. Els viatges pel continent es faran també a partir de l'Extrem Orient: a principis del segle xiii, el monjo taoista Changchun havia estat convocat per Genguis Kahn, i el 1287, Rabban Sauma, un monjo nestorià xinès, serà el primer a arribar a Europa procedent de la Xina.

### Decadència
L'Imperi Mongol comença a esfondrar-se el 1368 quan la Revolta dels turbants vermells va desestabilitzar la dinastia Yuan a la Xina arribant a provocar la seva caiguda, encara que Toghon Temür va establir a l'altiplà de Mongòlia la dinastia Yuan del Nord.
Al segle xvi, sota el regnat d'Altan Khan, els mongols es van convertir al budisme tibetà. Un segle després, van caure sota el domini dels manxús, i els varen donar suport en la conquesta de l'interior de la Xina. El seu país es va transformar en dues províncies xineses, la Mongòlia interior i la Mongòlia exterior. Després de la invasió russa de finals del segle xvii, la Mongòlia del Nord (la regió del llac Baikal) va ser annexionada per part de Rússia. El 1921, es va declarar la independència de la Mongòlia exterior a conseqüència d'una revolució per part de Sukhbaatar; però no hi va haver un govern independent fins al 1924, quan s'estableix la República Popular de Mongòlia amb el suport de l'URSS.
Malgrat tot, les bones comunicacions i els llaços de parentiu no van ser insuficients a l'hora de contrarestar les forces centrífugues que sacsejaven l'imperi. Aviat van aparèixer diferències religioses; els dirigents mongols d'Àsia occidental tendien a acceptar l'islam, mentre els de la Xina es van convertir al budisme o al lamaisme. En l'exercici del poder, els mongols de la Xina van seguir els ensenyaments socials i polítics del confucianisme, insistint en la universalitat de l'autoritat dels governants; els d'Àsia occidental es van veure absorbits per les convulsions polítiques i les guerres a Europa oriental i al Pròxim Orient. La Xina, Rússia i Pèrsia disposaven del seu propi idioma, la seva pròpia cultura i el seu propi sistema de govern i cada una tractava d'influir sobre els seus caps suprems mongols. Potser el més significatiu va ser que cada una d'aquestes regions era seu d'una civilització agrícola sedentària. En cada una la imposició del domini mongol sembla haver portat a un restabliment dels règims burocràtics locals, més preocupats pels problemes interns i, per això, menys vulnerables a la dominació mongola.
La decadència de l'Imperi Mongol es va donar per diversos factors, entre els quals destaquen els següents:
- Rivalitat tribal i crisis successòries: l'estructura tribal de l'Imperi Mongol era relativament fràgil, i es mantenia cohesionada per la figura temible de Genguis Kan. Quan va morir, l'imperi, per la seva gran extensió, inevitablement va acabar per dividir-se. Aquella divisió va salvar molts pobles de l'amenaça que els representava els mongols, en especial als habitants d'Europa. Per exemple, les disputes per la successió van fer que els mongols es retiressin d'Europa central.
- Assimilació de les cultures conquerides: els mongols, un poble que va assolir l'èxit militar per la seva condició de nòmades, van assimilar la cultura dels països conquerits, i ràpidament van ser absorbits. A més, el seu èxit va crear divisions, i aviat els mongols van començar a lluitar entre si pels botins conquerits.
- Model militar antiquat: malgrat que les tàctiques que van utilitzar els mongols els van tornar gairebé invencibles, aviat van mostrar les seves limitacions quan l'exèrcit mongol es trobava en terrenys adversos. L'exèrcit mongol es fonamentava en els atacs en massa de la seva cavalleria lleugera, atacs que no podien llançar quan el terreny no permetia les maniobres a cavall. Així, per exemple, van conquerir les rutes i ciutats principals de l'Afganistan, però mai no van poder pacificar les regions muntanyoses. Tampoc no van tenir èxit en intentar practicar la guerra naval, per ser un poble que durant molt de temps no va tenir accés al mar. Aquest aspecte va tenir, fins a cert punt, incidència en la derrota dels mongols en intentar conquerir el Japó.
- Desenvolupament de l'agricultura i manca d'efectius militars: malgrat l'extens territori que els mongols tenien sota el seu poder, comptaven amb un nombre d'efectius militars limitat. Eren molt pocs els genets i cavalls prou forts i hàbils com per formar part de l'exèrcit, aquest nombre anava disminuint a mesura que els mongols s'allunyaven del seu lloc d'origen. Finalment, l'avenç de l'agricultura i la seva incursió a les estepes va reduir la base econòmica que sostenia la producció dels soldats i cavalls.
- Ús de la pólvora: finalment, l'ús de la pólvora en armes de foc va canviar la manera de fer la guerra, i va tornar antiquat l'ús de les tropes de cavalleria, que era un punt fort dels mongols, no sols a Àsia sinó també en altres parts del món.

### L'imperi de Tamerlà
Timur Lang o Timur el Coix (Tamerlà) és un dels últims grans capitans sortits del món nòmada. Va néixer cap a 1336, era musulmà, de cultura turcopersa i es tenia pel successor de Genguis Kan, per més que ell fos turc. Tanmateix, és l'hereu dels mongols en matèria de dret (Yasa) i després d'una sèrie de campanyes, construeix un imperi gairebé equivalent al dels aquemènides. Però no va prendre mai el títol d'emperador, sinó que es va acontentar més aviat amb el d'emir.
Timur treu primer els txagataides de Transoxiana el 1363, i després s'apodera de Coràsmia en diverses expedicions entre 1370 i 1379. A diferència de Genguis Kan, el seu exèrcit no té com a base els nòmades, sinó elements turcs recentment assentats. Des de 1380 fins a 1395, les seves campanyes tenen lloc a l'Iran i acaba per sotmetre el país.
Les seves incursions (1391 i 1395) són cops contundents a l'horda d'Or. Timur saqueja després el nord de l'Índia i provoca el debilitament del soldanat de Delhi (1398). El 1402 s'enfronta als otomans a prop d'Ankara i derrota Baiazet, cosa que dona un respir als romans d'Orient. Tamerlà desapareix el 1405, moment en el qual s'estava preparant una campanya contra la Xina.
Tanmateix, les victòries gairebé ininterrompudes de Timur no li permeten assegurar l'herència del seu imperi, ni acabar amb els seus adversaris de manera definitiva (al contrari que Genguis Kan). Efectivament, els otomans, encara que vençuts, reprenen el seu avenç sobre Constantinoble i els seus somnis imperials. El soldanat de Delhi sobreviu als cops de Timur; alguns kanats es refan després del seu pas. De fet, fa la impressió que el món a què s'enfronta Timur està molt millor estructurat que aquell al qual es va enfrontar Genguis Kan el segle anterior, potser amb l'excepció de Coràsmia i de la Xina. Es veu obligat a emprendre tres campanyes contra Coràsmia i altres tantes contra Pèrsia, dues contra Rússia, sense arribar a destruir els seus adversaris.
Després de Timur, només Babur, d'origen nòmada encara que sedentaritzat recentment, aconsegueix crear un imperi (Imperi Mongol a l'Índia el segle xvi). Els sedentaris s'instal·len de nou al segle xv, sobretot a Rússia. L'últim episodi dels nòmades, actualment reduïts a tot arreu a societats anacròniques, va ser la conquesta de la Xina pels manxús el 1644.

## Característiques

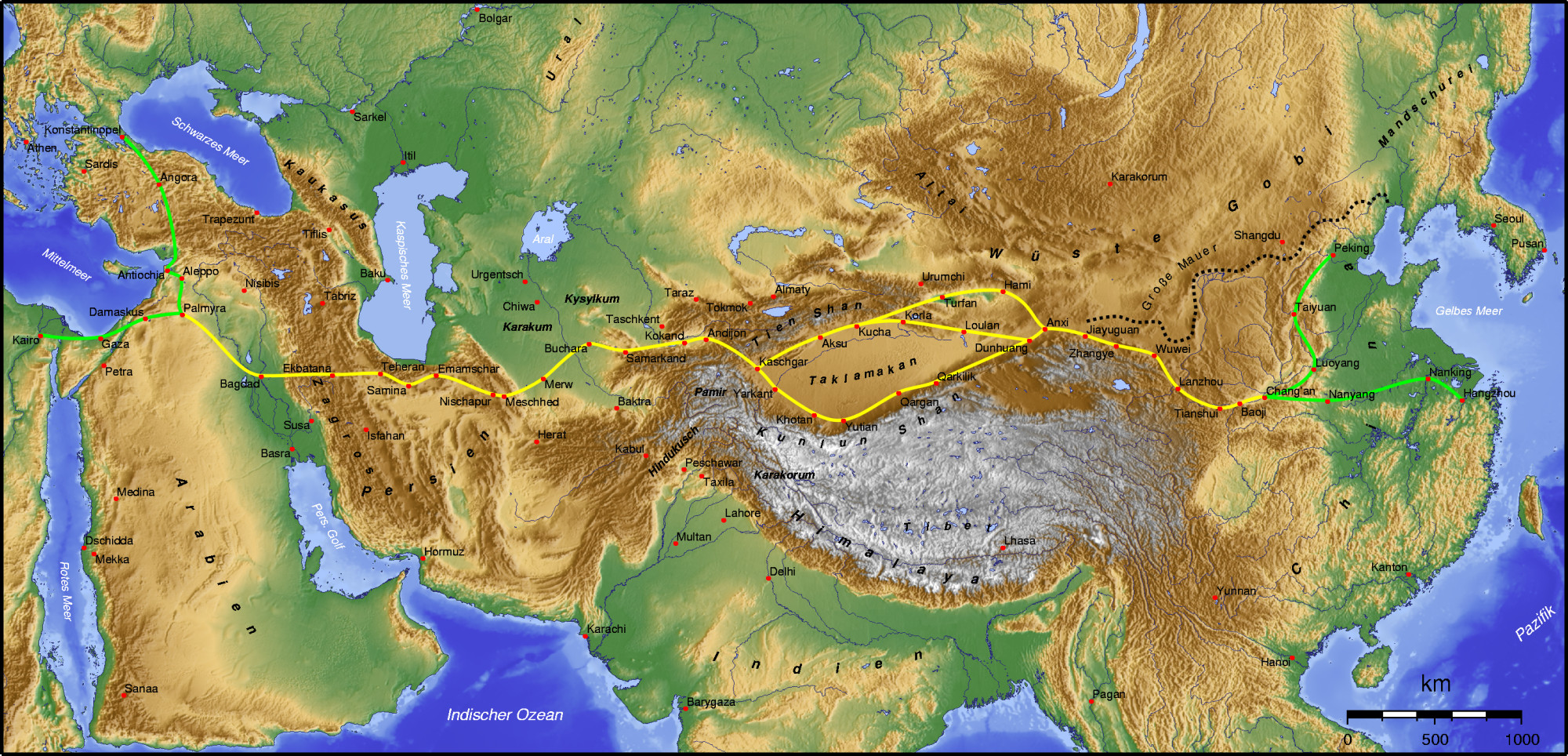
La ruta de la Seda

L'exèrcit estava dividit en unitats múltiples de deu soldats, que es podien agrupar o treballar de manera individual. La seva especialitat eren els atacs des de diversos fronts alhora, creant en l'enemic una sensació d'invasió incontrolable. Usaven màquines d'assetjament per a trencar la resistència de les ciutats (aprofitant l'enginyeria xinesa) i es movien pels rius gelats amb gran rapidesa. Massacraven les poblacions que es negaven a rendir-se per atemorir els futurs enemics.
La llei que regia l'imperi s'anomenava Yasa i es basava en un ordre social rígid sota control militar. Era un sistema de noblesa meritocràtica i no sols hereditària, cosa que assegurava la fidelitat i l'esforç del poble ras.
Hi havia tolerància religiosa i cultural, de manera que cada regió conquerida podia mantenir les seves creences i tradicions, moltes de les quals eren assimilades per la resta de l'imperi (sobretot les influències xineses, perses i musulmanes). Es va crear un alfabet propi per unificar l'escriptura i es va formar un extens i segur sistema de comunicacions internes que afavorien el comerç. La ruta de la Seda deu molt a l'Imperi Mongol.

### L'exèrcit mongol

El samurai Suenaga atacat per fletxes i explosius mongols. Moko Shurai Ekotoba (蒙古襲来絵詞), c. 1293

L'exèrcit mongol va ser durant els segles xii i xiii un dels millors del món per la seva mobilitat i estratègies, que el van fer temible entre els seus contemporanis. Genguis Kan i altres militars mongols van introduir diverses innovacions que van permetre al seu exèrcit conquerir vastos territoris fins i tot estant en desavantatge numèric durant les batalles que van enfrontar.
El sistema militar mongol es fonamentava en l'estil de vida nòmada dels mongols. Amb el temps, s'hi van sumar altres elements inventats per Genguis Kan, els seus generals i els seus successors. D'altra banda, la tecnologia que els mongols van utilitzar per a atacar fortificacions va ser adaptada a partir d'altres cultures, i conseqüentment es van integrar a les estructures de comandament experts tècnics estrangers.

#### Organització de les tropes

##### Sistema decimal
Genguis Kan va organitzar els seus soldats en grups basats en un sistema decimal: 10 (arban), 100 (jaghun), 1.000 (mingghan), 10.000 (tumen), i cada grup tenia un líder (noyan). La unió de 2 a 5 tumen donava lloc a una hordu, o exèrcit, paraula de la qual es deriva el terme horda. Cada hordu era sota el comandament del kan o dels seus generals (boyan).
Els líders en cada nivell de la cadena de comandament podien executar fins a cert punt les seves ordres de la manera que els semblava més adequada. Aquesta estructura de comandament va demostrar ser bastant flexible i efectiva, en permetre a l'exèrcit mongol atacar en massa, dividir-se en petits grups per envoltar els seus enemics o portar-los a una emboscada, o dividir-se en grups petits de deu guerrers per acabar amb un exèrcit derrotat i en retirada.

##### Ruptura de les connexions tribals
Quan integrava soldats nous dins del seu exèrcit, Genguis Kan els dividia i els posava a càrrec de diferents líders per acabar amb les connexions socials o tribals, per a així evitar qualsevol enemistat inspirada en la seva ètnia o aliances tribals. En totes les seves campanyes, els soldats viatjaven junt amb les seves famílies. La disciplina es mantenia amb severitat, i fins a les menors infraccions eren fortament castigades; cada líder d'unitat era responsable de la preparació i entrenament dels seus soldats, i era reemplaçat si es considerava que no complia amb el treball. Els ascensos en l'exèrcit es basaven únicament en el mèrit de cada persona (amb l'excepció dels parents de Genguis Kan, a qui se'ls atorgava els llocs de comandament més alts).

#### Tropes i armes

##### Entrenament i disciplina
La majoria d'exèrcits europeus consistien en uns quants soldats professionals, a part de cavallers, i un gran nombre de plebeus o milicians. D'ells, només els cavallers i els pocs soldats professionals entrenaven regularment, i el seu entrenament emfasitzava el combat individual, en perjudici de les tàctiques de combat en grup. En contrast, els exèrcits mongols constantment practicaven l'equitació, l'arcuació i les tàctiques d'unitat, així com formacions també diferents i rotacions. Aquest entrenament es mantenia per mitjà d'una disciplina dura, però raonable.
Els oficials, en general, podien complir les ordres com millor els semblés, sempre que ho fessin al més aviat possible i els objectius del pla traçat pels seus superiors fossin aconseguits. No obstant això, tots els membres de l'exèrcit havien de ser incondicionalment lleials entre si, i sobretot lleials al kan. Si un soldat fugia del perill al mig de la batalla, tant ell com els seus nou companys del mateix arban eren sentenciats a pena de mort.
Un mètode únic que usaven els mongols per entrenar eren les grans excursions de cacera organitzades anualment a les estepes. Els genets mongols formaven un gran cercle, i obligaven tot tipus d'animals a anar al centre; després, a l'ordre del seu comandant, començaven a matar-los. Si un caçador matava qualsevol animal abans de temps, o si deixava que un animal escapés del cercle, era castigat. Aquesta era una excel·lent manera d'entrenar, ja que a més de practicar les maniobres dinàmiques que usaven en el camp de batalla, es divertien per mitjà de la cacera, i també reunien grans quantitats de menjar per a banquets massius.

##### Armadures
Els cavallers europeus que van enfrontar als mongols sovint utilitzaven armadures pesants, que podien ser penetrades per l'arc compost mongol. Quan els cavallers eren colpejats per fletxes que penetraven la seva armadura, tenien la difícil tasca de retirar la fletxa clavada a la seva armadura i cos. En treure's l'armadura o la fletxa sovint agreujaven la ferida. Al contrari, molts dels soldats mongols utilitzaven armadures lleugeres sobre camises de seda. En ser colpejats per una fletxa, la seda embolicava la fletxa i penetrava a la ferida. N'hi havia prou amb embolicar amb suavitat la seda al voltant de la fletxa per treure-se-la sense causar gaire mal al soldat. Així mateix, els cavalls mongols, que no tenien armadura i eren muntats per genets d'armadura lleugera, tenien una major resistència que els cavalls dels europeus.

##### Cavalleria

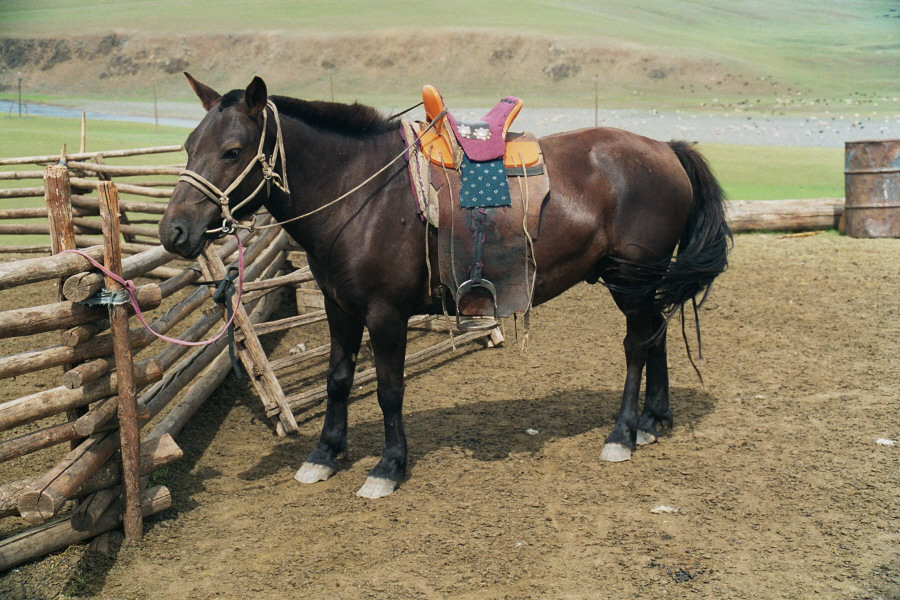
Cavall mongol

Els mongols, sota el lideratge de Genguis Kan i els seus descendents, van tenir les millors tropes de cavalleria lleugera i arquers a cavall. Sis de cada deu soldats mongols eren arquers a cavall, i els quatre restants eren llancers, més ben armats. Els soldats de cavalleria lleugera mongols, anomenats Keshik, eren així mateix extremadament ràpids comparats amb les forces de cavalleria d'altres exèrcits. Aquesta qualitat els va permetre practicar retirades tàctiques i falses que resultarien poc pràctiques per a un enemic menys lleuger (com per exemple els cavallers europeus). En general, els soldats també portaven destrals i simitarres.
Els cavalls mongols són relativament petits però extremadament resistents, raó per la qual els mongols podien recórrer grans distàncies amb rapidesa, sovint sorprenent els seus enemics, arribant al seu encontre diversos dies, fins i tot setmanes, abans del previst. Com les forces de cavalleria dels altres exèrcits portaven armadures pesants, els mongols, amb les seves armadures lleugeres podien superar-los en velocitat. Tots els cavalls mongols estaven equipats amb estreps. Els estreps havien estat inventats pels huns, però van romandre desconeguts per a la resta del món. Gràcies a aquests, els mongols podien parar-se sobre la seva muntura.

## Conseqüències
L'aparició i consolidació de l'Imperi Mongol va comportar un període d'estabilització de l'ampli territori de l'Àsia central, i facilità el desenvolupament de les transaccions comercials entre Orient i Occident mitjançant la històrica ruta de la seda. No obstant això, en els instants de la conquesta pròpiament dita, els mongols van ser especialment cruels i destructors.
Diversos historiadors han coincidit a afirmar que l'Imperi Mongol ha estat l'amenaça més gran que ha planat sobre la integritat d'Europa, amenaça que s'esvaí per la retirada dels contingents mongols per les qüestions successòries esmentades. El regne hongarès va poder refer-se un cop van marxar els mongols del seu territori. No van tenir la mateixa sort els russos. Durant prop de tres-cents anys van estar sotmesos al kanat de l'horda d'Or, cosa que impedí gairebé el seu contacte amb la resta d'estats europeus i un retard en el seu desenvolupament.
Una altra de les conseqüències de l'ocupació mongola, al marge d'altres factors, fou la triple divisió que patiren els primigenis russos en els tres grups etnicolingüístics que perviuen en l'actualitat: ucraïnesos, belarussos (o russos blancs) i russos pròpiament dits. En aquest dur sotmetiment i la lluita consegüent per deslliurar-se'n amb l'estat de tensió permanent que aquesta situació provocava (i no sols contra els mongols), també hi podem trobar l'origen de l'autoritarisme, els governs despòtics i la brutalitat dels governs russos.
L'Imperi Mongol va fer molt per unir Àsia oriental i Àsia occidental. Es va crear un sistema de correu a cavall que recorria els prats i els deserts de l'Àsia central, comunicant la capital del gran kan a la Xina amb els remots racons de l'imperi. Les rutes comercials de l'Àsia central es van fer més segures que mai, per la qual cosa va augmentar notablement el trànsit de comerciants i missioners, i la Xina va començar a ser coneguda a Occident pels relats d'un d'aquests viatgers, el comerciant venecià del segle xiii Marco Polo. Encara que les comunicacions van ajudar els mongols a mantenir el seu imperi extens i variat, el llinatge comú també va exercir un paper important. El gran kan sempre era elegit per una junta de nobles de tot l'imperi i, en general, els quatre kanats compartien els botins de cadascú.